# Teorías sobre la cultura en la era posmoderna
Teorías sobre la cultura en la era posmoderna (2000) (original: Theories of culture in postmoders times -1999-) es una obra del antropólogo Marvin Harris.
Harris presenta su obra como un esbozo de los principales problemas teóricos que es necesario despejar para reconstruir una ciencia viable de la cultura.
De forma resumida estas cuestiones esenciales para Harris son:
- La definición de cultura.
- El papel del comportamiento en la cultura.
- La distinción entre perspectivas emics y etics.
- La influencia de teorías antropológicas anticientíficas.
- El debate entre Biología y Cultura llevado a planteamientos racistas y darwinistas-sociales.
- Los procesos responsables de la evolución cultural.